# Trận Trautenau
Trận Trautenau là một trận đánh trong cuộc Chiến tranh Áo-Phổ, diễn ra vào ngày 27 tháng 6 năm 1866 với cấp độ quân đoàn. Trong trận chiến này, Quân đoàn X của Đế quốc Áo do tướng Nam tước Ludwig von Gablenz chỉ huy với lợi thế về quân số đã giành thắng lợi chiến thuật trước Quân đoàn I của Vương quốc Phổ do tướng Adolf von Bonin chỉ huy và tiêu diệt Quân đoàn I của Phổ. Tuy nhiên, chiến thắng này không mang lại thành quả chiến lược cho Quân đội Áo và có thể được xem là một chiến thắng kiểu Pyrros của họ. Tuy là trận thắng duy nhất của quân đội Áo trên chiến trường Böhmen của cuộc chiến tranh, trận Trautenau cũng chứng tỏ hỏa lực khủng khiếp của súng trường nạp hậu Dreyse của quân đội Phổ, hay nói cách khác là những chiến thuật tối tân của Tổng tham mưu trưởng Helmuth von Moltke, đã gây cho quân Áo thiệt hại lớn hơn rất nhiều so với con số thương vong của phía Phổ Điều này đã khiến cho tình hình trở nên trái ngược với một thắng lợi của người Áo như nhiều người dự đoán.
Trong khi quân đội Phổ dưới quyền Hoàng thân Karl Friedrich của Phổ đã tiến công vùng Böhmen thuộc Áo qua Liebenau và Podol, lực lượng của Thái tử Friedrich Wilhelm và tướng Adolf von Bonin tiến công về hướng Trautenau (Trutnov ngày nay) về hướng Đông Bắc Königgrätz. Ban đầu, sau một cuộc tấn công dữ dội của một Lữ đoàn Áo, Quân đội Phổ đã đánh lui họ. Tuy nhiên, Bonin không thám sát về phía Nam mà tiếp tục tiến quân, rời bỏ những cứ điểm mà quân đội ông đã giữ được với cái giá đắt. Chớp lấy thời cơ, Gablenz tung hai Lữ đoàn vào trận địa và họ đã đè bẹp tiền tuyến của quân Phổ trong lúc Bonin còn chưa nắm được tình hình và sau đó họ còn tái chiếm các đồi Galgenberg và Johannesberg, cắt ngang đường tiếp tế của đối phương. Bonin đã cố gắng xoay chuyển thế trận nhưng muộn màng và Gablenz đã khôn khéo tận dụng rắc rối của đường tiếp tế của quân Phổ. Dù vậy, các Trung đoàn Áo (có cả người đến từ các dân tộc khác như Ý) cũng bị đánh thiệt hại nặng trong cuộc giao tranh trên vùng núi đồng, mãi đến khi một Lữ đoàn trừ bị của Áo xuất trận thì Hopfenberg đã rơi vào tay họ sau một cuộc chiến đấu đẫm máu. Sau đó, khi Lữ đoàn Grivicic của Áo tiến hành vận động bọc sườn xung quanh thị trấn Trautenau, quân Áo thừa thắng đã bắt đầu tiến công từ trên cao. Trước tình hình đó, Bonin phải triệt thoái. Quân đội của ông đã rút lui về khởi điểm của cuộc tiến quân của mình. Trong suốt trận chiến tại Trautenau, một Trung đoàn Áo đã từng bỏ chạy vào rừng và điều này là cho thấy sự nhốn nháo của quân đội Áo khi ấy.
Thủ tướng Otto von Bismarck đã nhìn nhận về hậu quả của cuộc bại trận tại Trautenau đối với lực lượng quân đội Phổ, và thực ra trận đánh này đã khiến cho Quân đoàn V của Phổ dưới quyền tướng Karl Friedrich von Steinmetz không được yểm trợ. Song, người Tổng tư lệnh Quân đội Áo là Ludwig von Benedeck đã vuột mất cơ hội của mình, đồng thời tổn thất lớn lao của quân đội của Gablenz trong cuộc tàn sát tại Trautenau đã khiến cho tinh thần của họ suy sụp. Ở cánh trái đoàn quân của Gablenz, Quân đoàn của Steinmetz đã bẻ gãy cuộc tiến công quyết liệt của địch thủ trong trận Nachod cùng ngày, đồng thời Quân đoàn Vệ binh Phổ cũng đang tiến đánh Trautenau. Và, quân của Gablenz đã triệt thoái về Soor, dù để thực hiện điều này ông phải hy sinh gần hết Lữ đoàn Grivilic của mình.